# Parc national de Brisbane Water
Le parc national de Brisbane Water est un parc national situé en Nouvelle-Galles du Sud en Australie à 47 km au nord de Sydney. Le parc offre beaucoup de promenades agréables et intéressantes qui peuvent aller de faciles à très difficiles. Une promenade facilement accessible par transport public, est la marche vers les grottes Pindare sur un escarpement surplombant la gare Wondabyne qui est un arrêt sur la ligne de chemin de fer de la Central Coast.
Le parc abrite la Great North Walk et de nombreux autres pistes de randonnée.

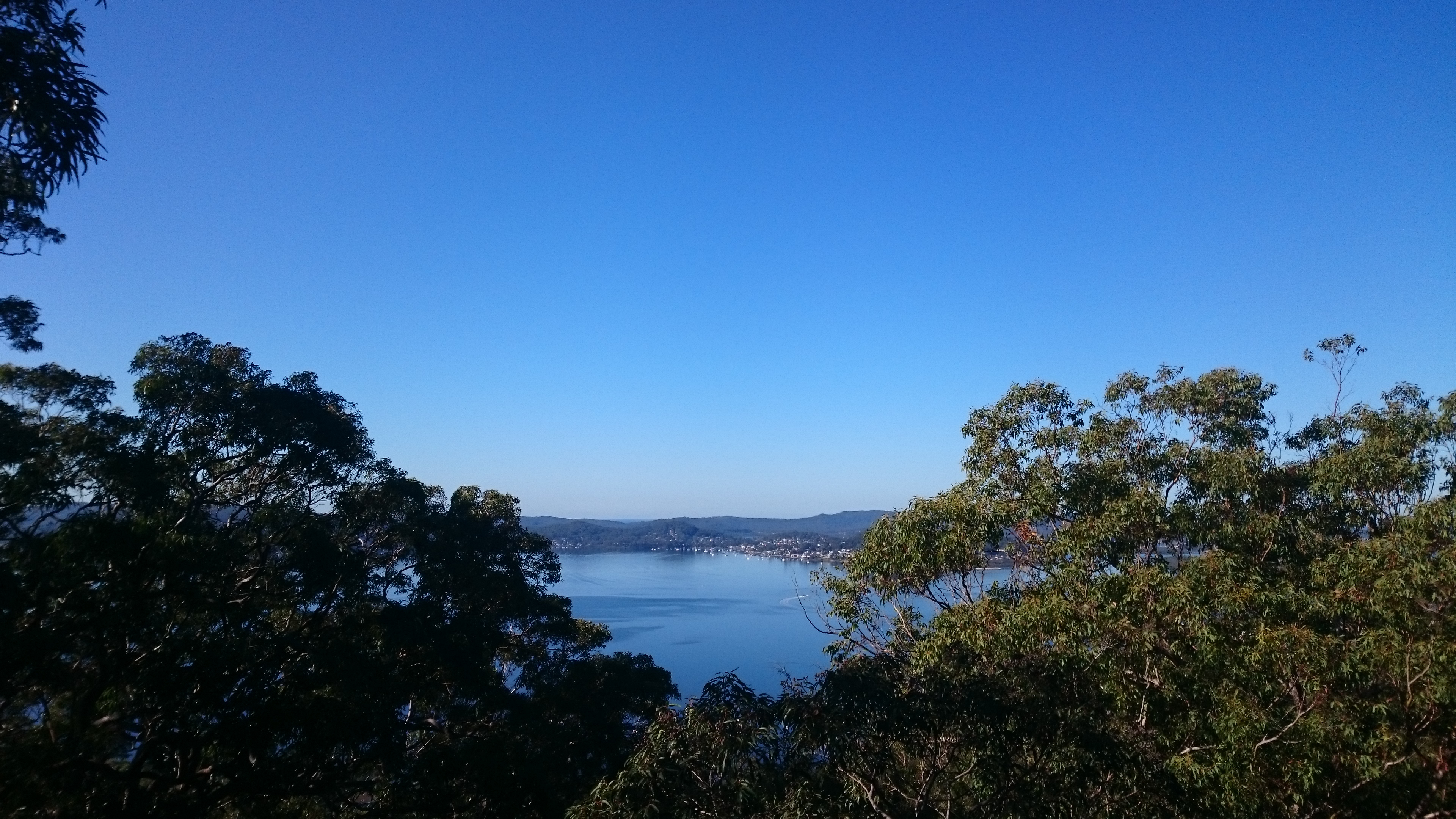
Une vue du Brisbane Water National Park.